# MS&ADインターリスク総研
MS&ADインターリスク総研株式会社は、東京都千代田区に本社を置く日本のコンサルティング会社。MS&ADインシュアランスグループホールディングス傘下の完全子会社である。

## 会社概要
- MS&ADインシュアランスグループの損害保険会社である三井住友海上火災保険、あいおいニッセイ同和損害保険に源流を持ち、企業・組織のリスクマネジメント関連のコンサルティングを専門とする。MS&ADインシュアランスグループにおいては、デジタル・リスク関連サービス事業の中核を担う事業会社と位置付けられている。

- デジタル・データを活用したリスクマネジメントサービスの高度化実現を目的として、2024年4月にリスクマネジメントのプラットフォームサイト「RM NAVI（リスクマネジメント ナビ）」をローンチした。

## 沿革
- 2001年10月 - 三井海上火災保険と住友海上火災保険の合併を機に、それぞれのリスクコンサルティング会社である株式会社インタリスクと株式会社住友海上リスク総合研究所が合併し、商号を株式会社インターリスク総研に変更。
- 2010年04月 - 三井住友海上グループ、あいおい損害保険株式会社、ニッセイ同和損害保険株式会社の三社経営統合（MS&ADインシュアランス グループの発足）に合わせ、それぞれのリスクコンサルティング会社である株式会社インターリスク総研、株式会社あいおいリスクコンサルティング、フェニックスリスク総合研究株式会社が合併。株式会社インターリスク総研の商号を残し事業規模を拡大。
- 2018年04月 - MS&ADインシュアランス グループのシンクタンクであるMS&AD基礎研究所株式会社と合併し、商号をMS&ADインターリスク総研株式会社に変更。

## 拠点情報
- 国内では東京に本社、大阪に支店、札幌、名古屋、福岡に事務所を有する。

- 海外はタイ（バンコク）、中国（上海）、シンガポールに現地法人を有し、アセアン各国や中国全土にサービス提供している。

## 関連（グループ）会社
- MS&ADインシュアランス グループ ホールディングス株式会社
- 三井住友海上火災保険株式会社
- あいおいニッセイ同和損害保険株式会社

- Interisk Asia Pte Ltd（インターリスク・アジア）

- InterRisk Asia (Thailand) Co., Ltd.（インターリスク・アジア・タイランド）

- 瑛得管理諮詢有限公司（インターリスク上海）

- MS&AD Ventures（米国シリコンバレーにあるMS&ADグループのコーポレート・ベンチャー・キャピタル。MS&ADインターリスク総研からも駐在員を派遣している）